# Walt Disney Direct-to-Consumer & International
Walt Disney Direct to Consumer & International (WDDTCI) foi um segmento de negócios e foi subsidiária da The Walt Disney Company que consistia nos serviços de streaming da Disney, negócios internacionais de mídia, vendas globais de publicidade para ABC, ESPN, Disney Channels, Freeform, FX e National Geographic, bem como de outros canais de televisão. Como parte da formação da empresa, a Disney Streaming Services foi colocada em Direct-to-Consumer & International.

## Background
Em 1997, a Disney e a Sony Pictures formaram uma joint venture de distribuição de filmes no sudeste da Ásia, cobrindo cinco países. De 1999 a 2000, Bob Iger foi presidente da Walt Disney International e presidente do ABC TV Group. Até que ele foi promovido a presidente e diretor de operações da Walt Disney Company.
Andy Bird se tornou o próximo presidente da Walt Disney International em 2004. No momento da nomeação de Bird, a maioria das unidades dos países, exceto na América Latina, operava independentemente. Ele tomou a operação integrada na América Latina como um guia para outras regiões. Estrategicamente, Bird deseja que suas empresas sejam a Walt Disney Company India em outros países, não a Walt Disney Company de um determinado país. Ele queria que a empresa se adaptasse ao país como, por exemplo os canais regionais da Disney. Diego Lerner, que lidera a Disney Latin America, foi nomeado presidente da Disney Europa, Oriente Médio & África em 2009.
A Buena Vista International e a Sony Pictures Releasing International formaram quatorze joint ventures de distribuição, incluindo no México, Brasil, Tailândia, Cingapura e Filipinas. Outra joint venture de distribuição Buena Vista-Sony foi criada na Rússia em dezembro de 2006.
O escritório CIS (CEI, em português) da Walt Disney Company na Rússia foi inaugurado em 2006. O plano original da empresa era lançar três filmes por ano. Em 2009, a Disney CIS lançou seu primeiro filme em russo, The Book of Masters, que arrecadou 10.8 milhões em um orçamento de US$ 8 milhões. Em abril de 2011, a empresa anunciou que o diretor Vladimir Grammatikov foi contratado pela empresa como produtor criativo, enquanto mais dois filmes russos foram colocados em produção: A fairy tale and a youth. Em vez disso, a unidade do país teve um hiato de sete anos até que eles anunciaram a produção de The Last Knight, em abril de 2016. Em 26 de novembro de 2017, o filme se tornou o lançamento em língua local de maior bilheteria de todos os tempos na Rússia, com 1.68 bilhão de rublos (US$ 28.8 milhões).
Em 2014, a Walt Disney International nomeou Luke Kang para chefiar sua unidade na Grande China. O diretor-gerente da Disney no Sudeste Asiático, Rob Gilby, nomeou três gerentes para a Indonésia, Filipinas e Tailândia, que eram Herry Salim, Veronica Espinosa-Cabalinan e Subha-Orn Rathanamongkolmas (Soupy), respectivamente, em maio de 2017.
Paul Candland foi promovido de presidente da Walt Disney Japão para presidente da The Walt Disney Company Asia, que consiste no Japão, Coréia, Sudeste Asiático e Grande China, em julho de 2014. Stanley Cheung também foi promovido de diretor administrativo a presidente do TWDC Greater China. Ambos se reportam a Andy Bird, presidente da Walt Disney International.
Com a aposentadoria do chefe da unidade asiática, Paul Candland, após 19 anos em setembro de 2017, a Disney dividiu a unidade asiática em duas: Norte da Ásia e Sul da Ásia. O norte da Ásia consiste no Japão, Coréia do Sul e Grande China e é liderado por Kang, enquanto o sul da Ásia combinava a Índia e o sudeste da Ásia. O chefe da unidade indiana, Mahesh Samat, assumiria a liderança da unidade até 1º de outubro e o chefe da unidade do sudeste asiático, Gilby, deixaria a empresa. No final de setembro, Lerner foi transferido para uma nova posição na Walt Disney International, com Rebecca Campbell, então presidente da ABC Daytime e da ABC Owned Television Stations, nomeada para substituí-lo como presidente da Disney EMEA. Em fevereiro de 2017, a Sony Pictures retirou-se da joint venture de distribuição nas Filipinas, seguida por uma retirada em agosto de 2017 do restante da joint venture de distribuição do sudeste asiático com a Disney.
Em novembro de 2015, a Disney UK iniciou o serviço de streaming de testes da Disney, a DisneyLife, com filmes, séries de TV, livros e faixas musicais da Disney, sob o comando do gerente geral Paul Brown. O plano original teve o serviço espalhado para outros países da Europa, incluindo França, Espanha, Itália e Alemanha em 2016. Em outubro de 2017, a Irlanda era o segundo país em que a DisneyLife foi disponibilizada. O DisneyLife foi lançado em dezembro de 2015 por meio de uma parceria entre a Disney e a Alibaba Digital Entertainment, apenas para que o governo chinês o encerrasse em abril de 2016 por causa de regras de conteúdo estrangeiro. Em vez disso, em fevereiro de 2018, a Disney e a Alibaba chegaram a um novo acordo que coloca o conteúdo da Disney na plataforma de streaming Youku da Alibaba. Em 25 de maio de 2018, a DisneyLife foi expandida para as Filipinas, tornando-o o país terceiro em que o serviço está disponível.
Em agosto de 2016, The Walt Disney Company adquiriu uma participação de 1/3 na BAMTech por US$ 1 bilhão, com a opção de adquirir uma participação majoritária na referida empresa no futuro. Em 8 de agosto de 2017, a Disney anunciou que aumentaria sua participação na empresa para 75% do controle, por US$ 1.58 bilhão. A Disney também reiterou seu plano de lançar um serviço over-the-top da marca ESPN (ESPN+) no início de 2018, seguido por um serviço de streaming direto ao consumidor da marca Disney em 2019.  Após a aquisição da 21st Century Fox pela Disney, a empresa tomou posse das redes da Fox fora dos EUA.

## História
O Walt Disney Direct to Consumer and International (DTCI) foi formado como parte da reorganização estratégica da The Walt Disney Company em 14 de março de 2018, em antecipação à integração dos ativos da 21st Century Fox, com unidades provenientes de todos os outros segmentos. Kevin Mayer foi nomeado presidente do novo segmento.  Com a reestruturação, Andy Bird, presidente da Disney International, deve deixar a The Walt Disney Company. Em 25 de maio de 2018, a Walt Disney Direct-to-Consumer e International foram incorporadas.
O ESPN+ foi lançado oficialmente em 12 de abril de 2018. A BAMTech foi renomeada para Disney Streaming Services em 10 de outubro de 2018. Naquela época, o diretor de tecnologia da ESPN Aaron LaBerge foi nomeado para o novo cargo de vice-presidente executivo e diretor de tecnologia da DTCI Technology, liderando um grupo que combinava tecnólogos e equipes de várias divisões da The Walt Disney Company.
Em 31 de outubro de 2018, o vice-presidente executivo e diretor administrativo da ESPN International, Russell Wolff, foi nomeado vice-presidente executivo e gerente geral da ESPN+, reportando-se ao Disney Streaming Services (anteriormente BAMTech Media). Os gerentes gerais regionais da ESPN International começaram a se reportar à liderança regional da DTCI.
A organização pós-fusão da empresa foi anunciada em 13 de dezembro de 2018, com Lerner e Campbell permanecendo nas regiões da América Latina e EMEA. A região da EMEA adicionou Rússia e países da Comunidade dos Estados Independentes (CIS, em inglês), enquanto uma nova região da Ásia-Pacífico substituiria o sul da Ásia e o norte da Ásia. A Disney nomeou Uday Shankar, que anteriormente atuou como presidente da Fox Asia e presidente da Star India, como chefe da nova região e presidente da Disney India. Os três chefes regionais e Janice Marinelli, presidente de vendas e distribuição de conteúdo global, se reportariam a Mayer. Mahesh Samat, chefe do sul da Ásia, mudou-se para Disney Parks, Experiences and Products como vice-presidente executivo da Disney Consumer Products para a Ásia-Pacífico no final de novembro de 2018.
Shankar anunciou a equipe de gerenciamento da unidade Ásia-Pacífico em 1 de abril de 2019. A equipe incluiu ex-executivos da Fox, incluindo K Madhavan da Star Regional Media Networks como chefe dos canais regionais de idiomas da Star India e Kurt Rieder como chefe de estúdio da Ásia-Pacífico, com as operações de filmes da Índia relatando separadamente. Alguns outros executivos da Fox deixaram a empresa na reorganização, incluindo o chefe de distribuição internacional Andrew Cripps, e Zubin Gandevia, chefe do Fox Networks Group na Ásia-Pacífico e no Oriente Médio. O chefe da Disney na Malásia e Cingapura, Amit Malhotra, liderará os mercados emergentes e as vendas de conteúdo do sul da Ásia-Pacífico, informando Shankar. Chafic Najia, vice-presidente sênior da Disney, foi promovido a gerente de cluster de mídia do Oriente Médio. A gerente da Disney na Austrália e Nova Zelândia, Kylie Watson-Wheeler, acrescentou redes mídia e diretamente ao consumidor em suas responsabilidades. Em julho de 2019, Marinelli anunciou sua renúncia, encerrando um mandato de 34 anos na empresa.
Em 31 de janeiro de 2020, foi anunciado que o CEO da Hulu Randy Freer estaria deixando o cargo, à medida que a posição de CEO fosse removida, com todos os executivos do Hulu agora se reportando diretamente aos correspondentes chefes de negócios da DTCI. A equipe de programação original do Hulu continuaria se reportando ao presidente do Disney Television Studios e a ABC Entertainment e o FX on Hulu ao presidente do FX.
Em 12 de março de 2020, Vanessa Morrison, que anteriormente atuou como Presidente da Fox Family e da Fox Animation, foi nomeada Presidente de Streaming da Walt Disney Studios Motion Picture Production e supervisionará o desenvolvimento e a produção de filmes para o Disney+, através do Walt Disney Pictures e 20th Century Studios. Morrison responde diretamente ao diretor de produção da Walt Disney Studios Motion Picture Production, Sean Bailey.
Em 18 de maio de 2020, Mayer deixou o cargo de presidente da DTCI para se tornar o CEO da TikTok. Ele foi sucedido por Rebecca Campbell, que anteriormente era Presidente da Disneyland Resort. Isso foi logo seguido pela transferência da divisão de vendas (ad and distribution) para a Disney Media Networks.
Em 4 de agosto de 2020, a Disney anunciou que lançaria um serviço de streaming com marca Star em 2021. Este será um serviço geral de entretenimento, com conteúdo dos estúdios: ABC Signature, 20th Century Fox Television, FX, Freeform, 20th Century Studios e Searchlight Pictures. O serviço de streaming será integrado ao Disney+ na maioria dos países. 

## Unidades

### Direto ao consumidor
- Disney+
- ESPN+ (streaming da ESPN)
- Hulu (controle total, participação de 67%)
- Hotstar[44]

### Tecnologia
- DTCI Technology
- Disney Streaming Services
- DTCI Digital Media
  - ABC News Digital and Live Streaming
    - ABC News Live
    - FiveThirtyEight

  - Disney Digital Network

### Internacional
- Disney Channels Worldwide (internacional e entre regiões)
- Fox Networks Group[45]
  - Fox
  - Fox Sports International
  - National Geographic Global Networks
  - BabyTV
- The Walt Disney Company Latin America
  - Fox Telecolombia (51%)
  - LAPTV 
    - Rede Telecine
- The Walt Disney Company Europe, Middle East and Africa (EMEA), nome legal: The Walt Disney Company Limited (empresa registrada no Reino Unido) que lida com a EMEA mais a Rússia e a CEI 
  - Super RTL (50%, de propriedade do Mediengruppe RTL Deutschland)
  - RTL II (15,8%, de propriedade do Mediengruppe RTL Deutschland)
- The Walt Disney Company Asia Pacific [46]
  - The Walt Disney Company India Private Limited
    - UTV Software Communications
      - UTV Motion Pictures

    - Star India 
      - Hotstar
      - Fox Star Studios

    - Tata Sky (30%)

  - Grupo Norte da Ásia 
    - Walt Disney Japan Co., Ltd. (Japão)
    - Walt Disney Greater China 
      - The Walt Disney Company (China) Ltd.
      - The Walt Disney Company (Taiwan) Ltd.

    - Disney South Korea (Coreia do Sul)

  - The Walt Disney Company (Filipinas) Inc. [47]
  - The Walt Disney Co. (Sudeste Asiático) Pte Ltd. (Cingapura)
  - The Walt Disney Co. (Malásia) Sdn Bhd [48]
  - PT Walt Disney Indonésia [49]
  - The Walt Disney Company Tailândia [50]
  - The Walt Disney Company (Austrália) pty Ltd

#### Transferências
| Unidades | Transferido de                                 | Anos      |
| --- | ---------------------------------------------- | --------- |
| Disney Digital Network | Disney Consumer Products and Interactive Media | 2018–     |
| BAMTech (75%) | Disney corporate strategy office               | 2018—     |
| Walt Disney Studios Home Entertainment - Movies Anywhere | Walt Disney Studios                            | 2018—2020 |
| Disney–ABC Domestic Television | Disney–ABC Television Group (DATG)             | 2018—2020 |
| Disney Channels Worldwide (International) | Disney–ABC Television Group (DATG)             | 2018—     |
| Hulu (30%) | Disney–ABC Television Group (DATG)             | 2018—     |
| ABC News Digital and Live Streaming - ABC News Live - FiveThirtyEight | Disney–ABC Television Group (DATG)             | 2018—     |
| Disney Media Distribution | Disney–ABC Television Group (DATG)             | 2018—2020 |
| Vendas de anúncios da DATG | Disney–ABC Television Group (DATG)             | 2018—2020 |
| Vendas e marketing da ESPN | ESPN Inc.                                      | 2018—2020 |
| ESPN International (negócios regionais) | ESPN Inc.                                      | 10/2018—  |
| - Star India - Hotstar - Tata Sky (30%) - Fox Telecolombia (51%) - LAPTV - Fox Networks Group - Fox Star Studios - Rede Telecine - Hulu (30%) | 21st Century Fox                               | 2019—     |
| Walt Disney International South Asia - The Walt Disney Company India - UTV Software Communications - The Walt Disney Co. (Filipinas) Inc. - The Walt Disney Co. (Sudeste Asiático) Pte Ltd. (Singapura) - The Walt Disney Co. (Malásia) Sdn Bhd - PT Walt Disney Indonesia (Indonésia) - The Walt Disney (Tailândia) Company Limited - The Walt Disney Company (Vietnã) | Walt Disney International                      | 2018–     |
| The Walt Disney Company EMEA (empresas adicionais) - Super RTL (50%, owned by Mediagroup RTL Germany) - RTL II (15.8%, owned by Mediagroup RTL Germany) | Walt Disney International                      | 2018–     |
| Walt Disney International North Asia - Walt Disney Japan Co., Ltd. (Japão) - Walt Disney Greater China - The Walt Disney Company (China) Ltd. - The Walt Disney Company (Taiwan) Ltd. - Disney South Korea (Coreia do Sul) | Walt Disney International                      | 2018–     |
| The Walt Disney Company Latin America | Walt Disney International                      | 2018–     |